# Poznáš muže svých snů
Poznáš muže svých snů (anglicky You Will Meet a Tall Dark Stranger) je americko-španělská romantická komedie scenáristy a režiséra Woodyho Allena z roku 2010. Jedná se o čtvrtý Allenův film natáčený v Londýně.